# Wojciech Izaak Strugała
Wojciech Izaak Strugała (ur. 28 maja 1954 w Lwówku Śląskim) – polski poeta, prozaik, publicysta i eseista, publikujący głównie w Polsce i Niemczech.

## Życiorys
Pochodzi z rodziny nauczycielskiej. Dzieciństwo i wczesną młodość spędził w Chmielnie k. Lwówka Śląskiego. Jego przywiązanie do rodzinnych stron, szczególnie mocno zostało odciśnięte w zbiorach wierszy Księżycowe miasto i Agatowa rzeka. Będąc nastolatkiem został zainspirowany twórczością George’a Byrona, Dantego Alighieri, Williama Shakespeare’a i Stefana Żeromskiego, co skłoniło go do napisania swoich pierwszych wierszy. Zadebiutował w 1978 roku. Początkowo tworzył utwory pełne młodzieńczych rozterek, młodzieńczego buntu czy tworzenia tzw. fajansowego nieba, by z czasem jego twórczość ewoluowała i nabrała dojrzałego charakteru (pojawiają się wówczas nowe tematy, przede wszystkim wykazujące jego silny związek z regionem – nieco surowy, oparty na obszernej wiedzy historycznej i topograficznej). W kolejnych tekstach rozwijał swą ideę wolności nieskończenie doskonałej, choć często pojawia się tu także tęsknota za czasem dzieciństwa i próby powrotu do lat minionych, których nie da się odtworzyć, ze względu na to iż minęły bezpowrotnie. Czas ten można sobie jedynie wyobrazić, choćby poprzez przypominanie sobie zapachów i okoliczności mu towarzyszących. Nostalgiczne próby powrotu do przeszłości oraz samotność człowieka żyjącego w osobliwym oderwaniu i na uboczu głównego nurtu życia. Stanowią  jeden z głównych motywów jego twórczości. Publikował m.in. w: Literaturze, Odrze, Twórczości, Miesięczniku Literackim, Więzi, Poezji i Piśmie literacko–artystycznym. W tym okresie pojawiły się w obiegu jego pierwsze zbiory wierszy: Zamiast życiorysu (1985), Jestem w jagodzie snu (1987), Jednorożec (1987) i Bruliony autoportretu (1988). W kolejnych latach intensywnie rozwijał swoje rzemiosło, uważając że: Pisanie, jak i inne dziedziny sztuki, powinno przejawiać kunszt, być pokorne, lecz jednocześnie objawiać iskrę, która będzie odróżniała twórczość od zwykłych obrazów powielających rzeczywistość. Autentyzm jego spojrzenia na własną twórczość, została zobrazowana w jego kolejnych tomach poetyckich: Chopinetto (1991), Fantasmagoria (1995), Rozmontowany pociąg (1996), Groby skrzydlate (1998), Phantasmagorien (wyd. Lipsk, Niemcy, 2005 – wersja dwujęzyczna) oraz płyta kompaktowa pt. Phantasmagorien, Lyrik-Horbuch (Lipsk, Niemcy, 2005). 
Od 1992 roku jest członkiem Stowarzyszenia Pisarzy Polskich. W XXI wieku ukszały się jego kolejne publikacje, tj.: Kalendarz bajkowy (Toronto, Kanada, 2005), Agatowa rzeka (2005) i Księżycowe miasto (2007), będące kontynuacją Agatowej rzeki.  Mieszka w Lwówku Śląskim.